# ATP Finals 2021 – mužská čtyřhra
Mužská čtyřhra ATP Finals 2021 probíhala okolo poloviny listopadu 2021. Do deblové soutěže turínského Turnaje mistrů nastoupilo osm nejvýše postavených párů v klasifikaci žebříčku ATP Race to Turin. Obhájcem titulu byl nizozemsko-chorvatský pár Wesley Koolhof a Nikola Mektić, který do turnaje společně nezasáhl. Koolhof se na turnaj nekvalifikoval, partnerem Mektiće se stal Chorvat Mate Pavić, se kterým nestačil v semifinále na Rama a Salisburyho.
Mate Pavić si díky dvěma vítězstvím v základní skupině zajistil ukončení sezóny na pozici světové jedničky. 
Poprvé od roku 2007 postoupily do semifinále čtyři nejvýše nasazené páry.
Vítězem se stal třetí nasazený pár Francouzů Pierre-Hugues Herbert a Nicolas Mahut, který ve finále za zdolal americko-britské turnajové dvojky Rajeeva Rama s Joem Salisburym po dvousetovém průběhu 6–4 a 7–6(7–0). Oplatili jim tak porážku ze základní skupiny, při které nevyužili dva mečboly. Triumfem navázali na titul z roku 2019. Po výhrách na French Open a cinch Championships získali třetí společnou trofej v probíhající sezóně, respektive jubilejní dvacátou jako pár. Herbert vybojoval na okruhu ATP Tour dvaadvacátý deblový titul a pro Mahuta to bylo třicáté páté takové turnajové vítězství.

## Nasazení párů
1. Nikola Mektić /  Mate Pavić (semifinále, 400 bodů, 148 000 USD/pár)
2. Rajeev Ram /  Joe Salisbury (finále, 1000 bodů, 265 000 USD/pár)
3. Pierre-Hugues Herbert /  Nicolas Mahut (vítězové, 1300  bodů, 396 000 USD/pár)
4. Marcel Granollers /  Horacio Zeballos (semifinále, 400 bodů, 148 000 USD/pár)
5. Juan Sebastián Cabal /  Robert Farah (základní skupina, 200 bodů, 115 000 USD/pár)
6. Ivan Dodig /  Filip Polášek (základní skupina, 200 bodů, 115 000 USD/pár)
7. Jamie Murray /  Bruno Soares (základní skupina, 0 bodů, 82 000 USD/pár)
8. Kevin Krawietz /  Horia Tecău (základní skupina, 200 bodů, 115 000 USD/pár)

## Náhradníci
1. Simone Bolelli /  Máximo González (nenastoupili, 33 000 USD/pár)
2. Tim Pütz /  Michael Venus (nenastoupili, 33 000 USD/pár)

## Soutěž
| Legenda                                                       |                                                                        |                                                   |
| - Q – kvalifikant - WC – divoká karta - LL – šťastný poražený | - Alt – náhradník - SE – zvláštní výjimka - PR/SR – žebříčková ochrana | - w/o – bez boje - r – skreč - d – diskvalifikace |

### Finálová fáze
|  | Semifinále | Semifinále                          | Semifinále               | Semifinále | Semifinále |                          |                                     | Finále | Finále | Finále | Finále | Finále |
|  |            |                                     |                          |            |            |                          |                                     |        |        |        |        |        |
|  | 4          | Marcel Granollers Horacio Zeballos  | 3                        | 4          |            |                          |                                     |        |        |        |        |        |
|  | 3          | Pierre-Hugues Herbert Nicolas Mahut | 6                        | 6          |            |                          |                                     |        |        |        |        |        |
|  | 3          | Pierre-Hugues Herbert Nicolas Mahut | 6                        | 6          |            | 3                        | Pierre-Hugues Herbert Nicolas Mahut | 6      | 7      |        |        |        |
|  |            |                                     |                          |            |            | 3                        | Pierre-Hugues Herbert Nicolas Mahut | 6      | 7      |        |        |        |
|  |            | 2                                   | Rajeev Ram Joe Salisbury | 4          | 60         |                          |                                     |        |        |        |        |        |
|  | 2          | 2                                   | Rajeev Ram Joe Salisbury | 4          | 60         | Rajeev Ram Joe Salisbury | 4                                   | 7      | [10]   |        |        |        |
|  | 2          |                                     |                          |            |            | Rajeev Ram Joe Salisbury | 4                                   | 7      | [10]   |        |        |        |
|  | 1          | Nikola Mektić Mate Pavić            | 6                        | 63         | [4]        |                          |                                     |        |        |        |        |        |

### Zelená skupina
|   |                                    | Mektić Pavić  | Granollers Zeballos     | Dodig Polášek           | Krawietz Tecău        | Zápasy | Sety       | Hry          | Pořadí |
| 1 | Nikola Mektić Mate Pavić           |               | 4–6, 6–7(4–7)           | 6–4, 7–6(8–6)           | 6–4, 6–4              | 2–1    | 4–2 (67 %) | 35–31 (53 %) | 2.     |
| 4 | Marcel Granollers Horacio Zeballos | 6–4, 7–6(7–4) |                         | 4–6, 7–6(12–10), [10–6] | 3–6, 7–6(7–1), [6–10] | 2–1    | 5–3 (63 %) | 35–35 (50 %) | 1.     |
| 6 | Ivan Dodig Filip Polášek           | 4–6, 6–7(6–8) | 6–4, 6–7(10–12), [6–10] |                         | 7–6(7–2), 7–5         | 1–2    | 3–4 (43 %) | 36–36 (50 %) | 3.     |
| 8 | Kevin Krawietz Horia Tecău         | 4–6, 4–6      | 6–3, 6–7(1–7), [10–6]   | 6–7(2–7), 5–7           |                       | 1–2    | 2–5 (29 %) | 32–36 (47 %) | 4.     |

### Červená skupina
|   |                                     | Ram Salisbury          | Herbert Mahut          | Cabal Farah      | Murray Soares | Zápasy | Sety       | Hry          | Pořadí |
| 2 | Rajeev Ram Joe Salisbury            |                        | 6–7(7–9), 6–0, [13–11] | 7–5, 2–6, [11–9] | 6–1, 7–6(7–5) | 3–0    | 6–2 (75 %) | 36–25 (59 %) | 1.     |
| 3 | Pierre-Hugues Herbert Nicolas Mahut | 7–6(9–7), 0–6, [11–13] |                        | 7–6(7–1), 6–4    | 6–3, 7–6(7–5) | 2–1    | 5–2 (71 %) | 30–32 (51 %) | 2.     |
| 5 | Juan Sebastián Cabal Robert Farah   | 5–7, 6–2, [9–11]       | 6–7(1–7), 4–6          |                  | 6–2, 6–4      | 1–2    | 3–4 (43 %) | 33–29 (53 %) | 3.     |
| 7 | Jamie Murray Bruno Soares           | 1–6, 6–7(5–7)          | 3–6, 6–7(5–7)          | 2–6, 4–6         |               | 0–3    | 0–6 (0 %)  | 22–38 (37 %) | 4.     |